# Mosnac (Charente-Maritime)
Mosnac – miejscowość i gmina we Francji, w regionie Nowa Akwitania, w departamencie Charente-Maritime.
Według danych na rok 1990 gminę zamieszkiwało 431 osób, a gęstość zaludnienia wynosiła 35 osób/km² (wśród 1467 gmin regionu Poitou-Charentes Mosnac plasuje się na 604. miejscu pod względem liczby ludności, natomiast pod względem powierzchni na miejscu 711.).